# Gorazd Bertoncelj
Gorazd Bertoncelj (ur. 1976) – jugosłowiański i słoweński skoczek narciarski, a następnie trener tej dyscypliny sportu.
W latach 2010–2018 trener juniorskiej kadry reprezentacji Słowenii w skokach narciarskich. 27 marca 2018 został ogłoszony trenerem kadry A, zastępując na tym stanowisku Gorana Janusa. Z funkcji tej zrezygnował 12 grudnia 2020, w trakcie trwania mistrzostw świata w lotach narciarskich.